# 호시자키촌
호시자키촌(星崎村)은 아이치현 아이치군에 설치되었던 촌이다. 현재의 나고야시 미나미구의 일부에 해당한다.